# Lignes de bus ETUSA de 100 à 199
Cette page est une annexe de l'article « Lignes de bus ETUSA ».
Les lignes de bus ETUSA de 100 à 199 constituent une série de lignes que l'Entreprise de transport urbain et suburbain d'Alger exploite à Alger et dans sa banlieue.

## Lignes 100 à 199

### Lignes 100 à 109
| Ligne | Caractéristiques | Caractéristiques                               | Caractéristiques                               | Caractéristiques                               | Caractéristiques                               | Caractéristiques                               | Caractéristiques                               | Caractéristiques                               | Caractéristiques                               |
| 100   | 100 | 100                                            | 100                                            | 100                                            | 100                                            | 100                                            | 100                                            | 100                                            | 100                                            |
| 100   | Place des Martyrs ⥋ Aéroport Houari Boumédiène | Place des Martyrs ⥋ Aéroport Houari Boumédiène | Place des Martyrs ⥋ Aéroport Houari Boumédiène | Place des Martyrs ⥋ Aéroport Houari Boumédiène | Place des Martyrs ⥋ Aéroport Houari Boumédiène | Place des Martyrs ⥋ Aéroport Houari Boumédiène | Place des Martyrs ⥋ Aéroport Houari Boumédiène | Place des Martyrs ⥋ Aéroport Houari Boumédiène | Place des Martyrs ⥋ Aéroport Houari Boumédiène |
| ----- | --- | ---------------------------------------------- | ---------------------------------------------- | ---------------------------------------------- | ---------------------------------------------- | ---------------------------------------------- | ---------------------------------------------- | ---------------------------------------------- | ---------------------------------------------- |
| 100   | Ouverture / Fermeture — / — | Longueur —                                     | Durée —                                        | Nb. d’arrêts 6                                 | Matériel —                                     | Jours de fonctionnement D, L, Ma, Me, J, V, S  | Jour / Soir / Nuit / Fêtes O / O / N / O       | Voy. / an —                                    | Centre-bus —                                   |
| 100   | Desserte : - Villes et lieux desservis : Casbah (Place des Martyrs) • Alger-Centre (Grande Poste d'Alger) • Bab Ezzouar • Dar El Beida (Aéroport Houari Boumédiène). - Stations et gares desservies : Place des Martyrs • Tafourah - Grande Poste ♦ Gare de l'Aéroport Houari Boumédiène.                     |                                                |                                                |                                                |                                                |                                                |                                                |                                                |                                                |
| 100   | Autre : - Amplitudes horaires : la ligne fonctionne du dimanche au vendredi de 6 h 20 à 20 h 30 et les samedis et fêtes à partir de 7 h 30 environ. - Date de dernière mise à jour : 29 mars 2022. |                                                |                                                |                                                |                                                |                                                |                                                |                                                |                                                |
| 100   | Dernière actualisation : — |                                                |                                                |                                                |                                                |                                                |                                                |                                                |                                                |
| 101   | 101 | 101                                            | 101                                            | 101                                            | 101                                            | 101                                            | 101                                            | 101                                            | 101                                            |
| 101   | Place des Martyrs ⥋ Birtouta - Cité AADL |                                                |                                                |                                                |                                                |                                                |                                                |                                                |                                                |
| 101   | Ouverture / Fermeture — / — | Longueur —                                     | Durée —                                        | Nb. d’arrêts 14                                | Matériel —                                     | Jours de fonctionnement D, L, Ma, Me, J, V, S  | Jour / Soir / Nuit / Fêtes O / O / N / O       | Voy. / an —                                    | Centre-bus —                                   |
| 101   | Desserte : - Villes et lieux desservis : Casbah (Place des Martyrs) • Alger-Centre (Grande Poste d'Alger) • Kouba • Bir Mourad Raïs • Djasr Kasentina • Saoula • Birtouta. - Stations et gares desservies : Place des Martyrs • Tafourah - Grande Poste ♦ Gare des Ateliers • Gare de Baba Ali (à proximité). |                                                |                                                |                                                |                                                |                                                |                                                |                                                |                                                |
| 101   | Autre : - Amplitudes horaires : la ligne fonctionne du dimanche au vendredi de 6 h 20 à 20 h 30 et les samedis et fêtes à partir de 7 h 30 environ. - Date de dernière mise à jour : 29 mars 2022. |                                                |                                                |                                                |                                                |                                                |                                                |                                                |                                                |
| 101   | Dernière actualisation : — |                                                |                                                |                                                |                                                |                                                |                                                |                                                |                                                |
| 102   | 102 | 102                                            | 102                                            | 102                                            | 102                                            | 102                                            | 102                                            | 102                                            | 102                                            |
| 102   | El Harrach - Centre ⥋ Birtouta - Cité AADL |                                                |                                                |                                                |                                                |                                                |                                                |                                                |                                                |
| 102   | Ouverture / Fermeture — / — | Longueur 17,8 km                               | Durée 40 min                                   | Nb. d’arrêts 13                                | Matériel —                                     | Jours de fonctionnement D, L, Ma, Me, J, V, S  | Jour / Soir / Nuit / Fêtes O / O / N / O       | Voy. / an —                                    | Centre-bus —                                   |
| 102   | Desserte : - Villes et lieux desservis : El Harrach • Bourouba • Djasr Kasentina • Saoula, Birtouta. - Stations et gares desservies : El Harrach - Centre ♦ Gare de Aïn Naâdja • Gare du Gué de Constantine (à proximité) • Gare de Baba Ali (à proximité).                                                   |                                                |                                                |                                                |                                                |                                                |                                                |                                                |                                                |
| 102   | Autre : - Amplitudes horaires : la ligne fonctionne du dimanche au vendredi de 6 h 20 à 20 h 30 et les samedis et fêtes à partir de 7 h 30 environ. - Date de dernière mise à jour : 29 mars 2022. |                                                |                                                |                                                |                                                |                                                |                                                |                                                |                                                |
| 102   | Dernière actualisation : — |                                                |                                                |                                                |                                                |                                                |                                                |                                                |                                                |
| 105   | 105 | 105                                            | 105                                            | 105                                            | 105                                            | 105                                            | 105                                            | 105                                            | 105                                            |
| 105   | Bachdjarah ⥋ Baraki |                                                |                                                |                                                |                                                |                                                |                                                |                                                |                                                |
| 105   | Ouverture / Fermeture — / — | Longueur —                                     | Durée —                                        | Nb. d’arrêts 14                                | Matériel —                                     | Jours de fonctionnement D, L, Ma, Me, J, V, S  | Jour / Soir / Nuit / Fêtes O / O / N / O       | Voy. / an —                                    | Centre-bus —                                   |
| 105   | Desserte : - Villes et lieux desservis : Bachdjerrah • Bourouba • Djasr Kasentina • Baraki. - Stations et gares desservies : Bachdjarah • Bachdjarah - Tennis ♦ Gare du Gué de Constantine (à proximité). |                                                |                                                |                                                |                                                |                                                |                                                |                                                |                                                |
| 105   | Autre : - Amplitudes horaires : la ligne fonctionne du dimanche au vendredi de 6 h 20 à 20 h 30 et les samedis et fêtes à partir de 7 h 30 environ. - Date de dernière mise à jour : 29 mars 2022. |                                                |                                                |                                                |                                                |                                                |                                                |                                                |                                                |
| 105   | Dernière actualisation : — |                                                |                                                |                                                |                                                |                                                |                                                |                                                |                                                |

### Lignes 110 à 119
| Ligne | Caractéristiques | Caractéristiques                          | Caractéristiques                          | Caractéristiques                          | Caractéristiques                          | Caractéristiques                              | Caractéristiques                          | Caractéristiques                          | Caractéristiques                          |
| 113   | 113 | 113                                       | 113                                       | 113                                       | 113                                       | 113                                           | 113                                       | 113                                       | 113                                       |
| 113   | Place des Martyrs ⥋ Gare routière d'Alger | Place des Martyrs ⥋ Gare routière d'Alger | Place des Martyrs ⥋ Gare routière d'Alger | Place des Martyrs ⥋ Gare routière d'Alger | Place des Martyrs ⥋ Gare routière d'Alger | Place des Martyrs ⥋ Gare routière d'Alger     | Place des Martyrs ⥋ Gare routière d'Alger | Place des Martyrs ⥋ Gare routière d'Alger | Place des Martyrs ⥋ Gare routière d'Alger |
| ----- | --- | ----------------------------------------- | ----------------------------------------- | ----------------------------------------- | ----------------------------------------- | --------------------------------------------- | ----------------------------------------- | ----------------------------------------- | ----------------------------------------- |
| 113   | Ouverture / Fermeture — / — | Longueur —                                | Durée —                                   | Nb. d’arrêts 8                            | Matériel —                                | Jours de fonctionnement D, L, Ma, Me, J, V, S | Jour / Soir / Nuit / Fêtes O / O / N / O  | Voy. / an —                               | Centre-bus —                              |
| 113   | Desserte : - Villes et lieux desservis : Casbah (Place des Martyrs) • Alger-Centre (Grande Poste d'Alger) • Belouizdad • Hussein Dey (Gare routière du Caroubier). - Stations et gares desservies : Place des Martyrs • Tafourah - Grande Poste ♦ Gare d'Alger • Gare des Ateliers. |                                           |                                           |                                           |                                           |                                               |                                           |                                           |                                           |
| 113   | Autre : - Amplitudes horaires : la ligne fonctionne du dimanche au vendredi de 6 h 20 à 20 h 30 et les samedis et fêtes à partir de 7 h 30 environ. - Date de dernière mise à jour : 29 mars 2022.                                                                                  |                                           |                                           |                                           |                                           |                                               |                                           |                                           |                                           |
| 113   | Dernière actualisation : — |                                           |                                           |                                           |                                           |                                               |                                           |                                           |                                           |
| 119   | 119 | 119                                       | 119                                       | 119                                       | 119                                       | 119                                           | 119                                       | 119                                       | 119                                       |
| 119   | Place du 1er Mai ⥋ Mohammadia - Safex |                                           |                                           |                                           |                                           |                                               |                                           |                                           |                                           |
| 119   | Ouverture / Fermeture — / — | Longueur —                                | Durée —                                   | Nb. d’arrêts —                            | Matériel —                                | Jours de fonctionnement —                     | Jour / Soir / Nuit / Fêtes — / — / — / —  | Voy. / an —                               | Dépôt —                                   |
| 119   | Desserte : - Villes et lieux desservis : Sidi M'Hamed • Mohammadia (Safex). - Stations et gares desservies : 1er Mai. |                                           |                                           |                                           |                                           |                                               |                                           |                                           |                                           |
| 119   | Autre : - Amplitudes horaires : - Date de dernière mise à jour : |                                           |                                           |                                           |                                           |                                               |                                           |                                           |                                           |
| 119   | Dernière actualisation : — |                                           |                                           |                                           |                                           |                                               |                                           |                                           |                                           |

### Lignes 120 à 129
| Ligne | Caractéristiques | Caractéristiques                         | Caractéristiques                         | Caractéristiques                         | Caractéristiques                         | Caractéristiques                              | Caractéristiques                         | Caractéristiques                         | Caractéristiques                         |
| 120   | 120 | 120                                      | 120                                      | 120                                      | 120                                      | 120                                           | 120                                      | 120                                      | 120                                      |
| 120   | Aïn Benian ⥋ Ouled Chebel - Cité Chaibia | Aïn Benian ⥋ Ouled Chebel - Cité Chaibia | Aïn Benian ⥋ Ouled Chebel - Cité Chaibia | Aïn Benian ⥋ Ouled Chebel - Cité Chaibia | Aïn Benian ⥋ Ouled Chebel - Cité Chaibia | Aïn Benian ⥋ Ouled Chebel - Cité Chaibia      | Aïn Benian ⥋ Ouled Chebel - Cité Chaibia | Aïn Benian ⥋ Ouled Chebel - Cité Chaibia | Aïn Benian ⥋ Ouled Chebel - Cité Chaibia |
| ----- | --- | ---------------------------------------- | ---------------------------------------- | ---------------------------------------- | ---------------------------------------- | --------------------------------------------- | ---------------------------------------- | ---------------------------------------- | ---------------------------------------- |
| 120   | Ouverture / Fermeture — / — | Longueur —                               | Durée —                                  | Nb. d’arrêts —                           | Matériel —                               | Jours de fonctionnement —                     | Jour / Soir / Nuit / Fêtes — / — / — / — | Voy. / an —                              | Dépôt —                                  |
| 120   | Desserte : - Villes et lieux desservis : Aïn Benian • Ouled Chebel (Cité Chaibia). - Stations et gares desservies : |                                          |                                          |                                          |                                          |                                               |                                          |                                          |                                          |
| 120   | Autre : - Amplitudes horaires : - Date de dernière mise à jour : 29 mars 2022. |                                          |                                          |                                          |                                          |                                               |                                          |                                          |                                          |
| 120   | Dernière actualisation : — |                                          |                                          |                                          |                                          |                                               |                                          |                                          |                                          |
| 121   | 121 | 121                                      | 121                                      | 121                                      | 121                                      | 121                                           | 121                                      | 121                                      | 121                                      |
| 121   | Place des Martyrs ⥋ Ouled Chebel - Cité Chaibia |                                          |                                          |                                          |                                          |                                               |                                          |                                          |                                          |
| 121   | Ouverture / Fermeture — / — | Longueur —                               | Durée —                                  | Nb. d’arrêts 16                          | Matériel —                               | Jours de fonctionnement D, L, Ma, Me, J, V, S | Jour / Soir / Nuit / Fêtes O / O / N / O | Voy. / an —                              | Centre-bus —                             |
| 121   | Desserte : - Villes et lieux desservis : Casbah (Place des Martyrs) • Alger-Centre (Grande Poste d'Alger) • Belouizdad • Hussein Dey • Kouba • Bir Mourad Raïs • Djasr Kasentina • Saoula •Birtouta • Ouled Chebel (Cité Chaibia). - Stations et gares desservies : Place des Martyrs • Tafourah - Grande Poste ♦ Gare d'Alger • Gare des Ateliers • Gare de Baba Ali (à proximité) • Gare de Birtouta (à proximité).                     |                                          |                                          |                                          |                                          |                                               |                                          |                                          |                                          |
| 121   | Autre : - Amplitudes horaires : la ligne fonctionne du dimanche au vendredi de 6 h 20 à 20 h 30 et les damedis et fêtes à partir de 7 h 30 environ. - Date de dernière mise à jour : 29 mars 2022. |                                          |                                          |                                          |                                          |                                               |                                          |                                          |                                          |
| 121   | Dernière actualisation : — |                                          |                                          |                                          |                                          |                                               |                                          |                                          |                                          |
| 122   | 122 | 122                                      | 122                                      | 122                                      | 122                                      | 122                                           | 122                                      | 122                                      | 122                                      |
| 122   | El Harrach ⥋ Ouled Chebel - Cité Chaibia |                                          |                                          |                                          |                                          |                                               |                                          |                                          |                                          |
| 122   | Ouverture / Fermeture — / — | Longueur —                               | Durée —                                  | Nb. d’arrêts 14                          | Matériel —                               | Jours de fonctionnement D, L, Ma, Me, J, V, S | Jour / Soir / Nuit / Fêtes O / O / N / O | Voy. / an —                              | Centre-bus —                             |
| 122   | Desserte : - Villes et lieux desservis : El Harrach • Bourouba • Djasr Kasentina • Saoula • Birtouta • Ouled Chebel (Cité Chaibia). - Stations et gares desservies : El Harrach - Centre ♦ Gare du Gué de Constantine (à proximité) • Gare de Aïn Naâdja • Gare de Baba Ali (à proximité) • Gare de Birtouta (à proximité). |                                          |                                          |                                          |                                          |                                               |                                          |                                          |                                          |
| 122   | Autre : - Amplitudes horaires : la ligne fonctionne du dimanche au vendredi de 6 h 20 à 20 h 30 et les samedis et fêtes à partir de 7 h 30 environ. - Date de dernière mise à jour : 29 mars 2022. |                                          |                                          |                                          |                                          |                                               |                                          |                                          |                                          |
| 122   | Dernière actualisation : — |                                          |                                          |                                          |                                          |                                               |                                          |                                          |                                          |
| 123   | 123 | 123                                      | 123                                      | 123                                      | 123                                      | 123                                           | 123                                      | 123                                      | 123                                      |
| 123   | El Harrach - Centre ⥋ Birtouta - Ouled Sidi M'hamed |                                          |                                          |                                          |                                          |                                               |                                          |                                          |                                          |
| 123   | Ouverture / Fermeture — / — | Longueur —                               | Durée —                                  | Nb. d’arrêts 13                          | Matériel —                               | Jours de fonctionnement D, L, Ma, Me, J, V, S | Jour / Soir / Nuit / Fêtes O / O / N / O | Voy. / an —                              | Centre-bus —                             |
| 123   | Desserte : - Villes et lieux desservis : El Harrach • Bourouba • Djasr Kasentina • Saoula • Birtouta (Ouled Sidi M'hamed). - Stations et gares desservies : El Harrach - Centre ♦ Gare du Gué de Constantine (à proximité) • Aïn Naâdja • Gare de Baba Ali (à proximité). |                                          |                                          |                                          |                                          |                                               |                                          |                                          |                                          |
| 123   | Autre : - Amplitudes horaires : la ligne fonctionne du dimanche au vendredi de 6 h 20 à 20 h 30 et les samedis et fêtes à partir de 7 h 30 environ. - Date de dernière mise à jour : 29 mars 2022. |                                          |                                          |                                          |                                          |                                               |                                          |                                          |                                          |
| 123   | Dernière actualisation : — |                                          |                                          |                                          |                                          |                                               |                                          |                                          |                                          |
| 124   | 124 | 124                                      | 124                                      | 124                                      | 124                                      | 124                                           | 124                                      | 124                                      | 124                                      |
| 124   | El Harrach ⥋ Sidi Moussa |                                          |                                          |                                          |                                          |                                               |                                          |                                          |                                          |
| 124   | Ouverture / Fermeture — / — | Longueur —                               | Durée —                                  | Nb. d’arrêts 16                          | Matériel —                               | Jours de fonctionnement D, L, Ma, Me, J, V, S | Jour / Soir / Nuit / Fêtes O / O / N / O | Voy. / an —                              | Centre-bus —                             |
| 124   | Desserte : - Villes et lieux desservis : El Harrach • Bourouba • Baraki • Sidi Moussa. - Stations et gares desservies : El Harrach - Centre. |                                          |                                          |                                          |                                          |                                               |                                          |                                          |                                          |
| 124   | Autre : - Amplitudes horaires : la ligne fonctionne du dimanche au vendredi de 6 h 20 à 20 h 30 et les samedis et fêtes à partir de 7 h 30 environ. - Date de dernière mise à jour : 29 mars 2022. |                                          |                                          |                                          |                                          |                                               |                                          |                                          |                                          |
| 124   | Dernière actualisation : — |                                          |                                          |                                          |                                          |                                               |                                          |                                          |                                          |
| 125   | 125 | 125                                      | 125                                      | 125                                      | 125                                      | 125                                           | 125                                      | 125                                      | 125                                      |
| 125   | Bachdjarah ⥋ Mohammadia - Ardis |                                          |                                          |                                          |                                          |                                               |                                          |                                          |                                          |
| 125   | Ouverture / Fermeture — / — | Longueur —                               | Durée —                                  | Nb. d’arrêts —                           | Matériel —                               | Jours de fonctionnement —                     | Jour / Soir / Nuit / Fêtes — / — / — / — | Voy. / an —                              | Dépôt —                                  |
| 125   | Desserte : - Villes et lieux desservis : Bachdjerrah • Mohammadia (Ardis). - Stations et gares desservies : |                                          |                                          |                                          |                                          |                                               |                                          |                                          |                                          |
| 125   | Autre : - Amplitudes horaires : - Date de dernière mise à jour : 29 mars 2022. |                                          |                                          |                                          |                                          |                                               |                                          |                                          |                                          |
| 125   | Dernière actualisation : — |                                          |                                          |                                          |                                          |                                               |                                          |                                          |                                          |
| 126   | 126 | 126                                      | 126                                      | 126                                      | 126                                      | 126                                           | 126                                      | 126                                      | 126                                      |
| 126   | Place du 1er Mai ⥋ Mohammadia - Ardis |                                          |                                          |                                          |                                          |                                               |                                          |                                          |                                          |
| 126   | Ouverture / Fermeture — / — | Longueur —                               | Durée —                                  | Nb. d’arrêts —                           | Matériel —                               | Jours de fonctionnement —                     | Jour / Soir / Nuit / Fêtes — / — / — / — | Voy. / an —                              | Dépôt —                                  |
| 126   | Desserte : - Villes et lieux desservis : Sidi M'Hamed • Belouizdad (Jardin d'Essai) • Hussein Dey • Mohammadia (Ardis). - Stations et gares desservies : 1er Mai • Place Aïssat Idir (à proximité) • Hamma • Jardin d'Essai • Les Fusillés ♦ Gare des Ateliers (à proximité) ♦ Téléphérique d'El Madania (station Hamma) • Téléphérique du Mémorial (station Jardin d'Essai) • Téléphérique du Palais de la Culture (station Oued Kniss). |                                          |                                          |                                          |                                          |                                               |                                          |                                          |                                          |
| 126   | Autre : - Amplitudes horaires : - Remarque : via la rue Mohamed Belouizdad dans le sens : Place du 1er Mai → Mohammadia, via la rue Hassiba Benbouali dans l'autre sens. - Date de dernière mise à jour : 29 mars 2022. |                                          |                                          |                                          |                                          |                                               |                                          |                                          |                                          |
| 126   | Dernière actualisation : — |                                          |                                          |                                          |                                          |                                               |                                          |                                          |                                          |
| 127   | 127 | 127                                      | 127                                      | 127                                      | 127                                      | 127                                           | 127                                      | 127                                      | 127                                      |
| 127   | Place des Martyrs ⥋ Mohammadia - Ardis |                                          |                                          |                                          |                                          |                                               |                                          |                                          |                                          |
| 127   | Ouverture / Fermeture — / — | Longueur —                               | Durée —                                  | Nb. d’arrêts 8                           | Matériel —                               | Jours de fonctionnement D, L, Ma, Me, J, V, S | Jour / Soir / Nuit / Fêtes O / O / N / O | Voy. / an —                              | Centre-bus —                             |
| 127   | Desserte : - Villes et lieux desservis : Casbah (Place des Martyrs) • Alger-Centre (Grande Poste d'Alger) • Mohammadia (Ardis). - Stations et gares desservies : Place des Martyrs • Tafourah - Grande Poste ♦ Gare d'Alger • Gare des Ateliers. |                                          |                                          |                                          |                                          |                                               |                                          |                                          |                                          |
| 127   | Autre : - Amplitudes horaires : la ligne fonctionne du dimanche au vendredi de 6 h 20 à 20 h 30 et les samedis et fêtes à partir de 7 h 30 environ. - Date de dernière mise à jour : 29 mars 2022. |                                          |                                          |                                          |                                          |                                               |                                          |                                          |                                          |
| 127   | Dernière actualisation : — |                                          |                                          |                                          |                                          |                                               |                                          |                                          |                                          |

### Lignes 160 à 169
| Ligne | Caractéristiques | Caractéristiques                            | Caractéristiques                            | Caractéristiques                            | Caractéristiques                            | Caractéristiques                              | Caractéristiques                            | Caractéristiques                            | Caractéristiques                            |
| 169   | 169 | 169                                         | 169                                         | 169                                         | 169                                         | 169                                           | 169                                         | 169                                         | 169                                         |
| 169   | Aïssat Idir ⥋ Birtouta - Ouled Sidi M'hamed | Aïssat Idir ⥋ Birtouta - Ouled Sidi M'hamed | Aïssat Idir ⥋ Birtouta - Ouled Sidi M'hamed | Aïssat Idir ⥋ Birtouta - Ouled Sidi M'hamed | Aïssat Idir ⥋ Birtouta - Ouled Sidi M'hamed | Aïssat Idir ⥋ Birtouta - Ouled Sidi M'hamed   | Aïssat Idir ⥋ Birtouta - Ouled Sidi M'hamed | Aïssat Idir ⥋ Birtouta - Ouled Sidi M'hamed | Aïssat Idir ⥋ Birtouta - Ouled Sidi M'hamed |
| ----- | --- | ------------------------------------------- | ------------------------------------------- | ------------------------------------------- | ------------------------------------------- | --------------------------------------------- | ------------------------------------------- | ------------------------------------------- | ------------------------------------------- |
| 169   | Ouverture / Fermeture — / — | Longueur —                                  | Durée —                                     | Nb. d’arrêts 13                             | Matériel —                                  | Jours de fonctionnement D, L, Ma, Me, J, V, S | Jour / Soir / Nuit / Fêtes O / O / N / O    | Voy. / an —                                 | Centre-bus —                                |
| 169   | Desserte : - Villes et lieux desservis : Sidi M'Hamed • Kouba • Bir Mourad Raïs • Djasr Kasentina • Saoula • Birtouta (Ouled Sidi M'hamed). - Stations et gares desservies : Aïssat Idir ♦ Gare des Ateliers. |                                             |                                             |                                             |                                             |                                               |                                             |                                             |                                             |
| 169   | Autre : - Amplitudes horaires : La ligne fonctionne du dimanche au vendredi de 6 h 20 à 20 h 30 et les samedis et fêtes à partir de 7 h 30 environ. - Date de dernière mise à jour :                          |                                             |                                             |                                             |                                             |                                               |                                             |                                             |                                             |
| 169   | Dernière actualisation : — |                                             |                                             |                                             |                                             |                                               |                                             |                                             |                                             |

### Lignes 170 à 179
| Ligne | Caractéristiques | Caractéristiques        | Caractéristiques        | Caractéristiques        | Caractéristiques        | Caractéristiques                              | Caractéristiques                         | Caractéristiques        | Caractéristiques        |
| 174   | 174 | 174                     | 174                     | 174                     | 174                     | 174                                           | 174                                      | 174                     | 174                     |
| 174   | Bachdjarah ⥋ Ben Aknoun | Bachdjarah ⥋ Ben Aknoun | Bachdjarah ⥋ Ben Aknoun | Bachdjarah ⥋ Ben Aknoun | Bachdjarah ⥋ Ben Aknoun | Bachdjarah ⥋ Ben Aknoun                       | Bachdjarah ⥋ Ben Aknoun                  | Bachdjarah ⥋ Ben Aknoun | Bachdjarah ⥋ Ben Aknoun |
| ----- | --- | ----------------------- | ----------------------- | ----------------------- | ----------------------- | --------------------------------------------- | ---------------------------------------- | ----------------------- | ----------------------- |
| 174   | Ouverture / Fermeture — / — | Longueur —              | Durée —                 | Nb. d’arrêts 9          | Matériel —              | Jours de fonctionnement D, L, Ma, Me, J, V, S | Jour / Soir / Nuit / Fêtes O / O / N / O | Voy. / an —             | Centre-bus —            |
| 174   | Desserte : - Villes et lieux desservis : Bachdjerrah • Bourouba • Djasr Kasentina • Kouba • Bir Mourad Raïs • Ben Aknoun. - Stations et gares desservies : Bachdjarah • Bachdjarah - Tennis.       |                         |                         |                         |                         |                                               |                                          |                         |                         |
| 174   | Autre : - Amplitudes horaires : la ligne fonctionne du dimanche au vendredi de 6 h 20 à 20 h 30 et les samedis et fêtes à partir de 7 h 30 environ. - Date de dernière mise à jour : 30 mars 2022. |                         |                         |                         |                         |                                               |                                          |                         |                         |
| 174   | Dernière actualisation : — |                         |                         |                         |                         |                                               |                                          |                         |                         |
| 178   | 178 | 178                     | 178                     | 178                     | 178                     | 178                                           | 178                                      | 178                     | 178                     |
| 178   | Gare routière du Caroubier ⥋ Aéroport d'Alger |                         |                         |                         |                         |                                               |                                          |                         |                         |
| 178   | Ouverture / Fermeture — / — | Longueur —              | Durée —                 | Nb. d’arrêts —          | Matériel —              | Jours de fonctionnement —                     | Jour / Soir / Nuit / Fêtes — / — / — / — | Voy. / an —             | Dépôt —                 |
| 178   | Desserte : - Villes et lieux desservis : Hussein Dey (gare routière du Caroubier) • Dar El Beida (Aéroport d'Alger). - Stations et gares desservies : Gare de l'Aéroport Houari Boumédiène.        |                         |                         |                         |                         |                                               |                                          |                         |                         |
| 178   | Autre : - Amplitudes horaires : - Date de dernière mise à jour : 30 mars 2022. |                         |                         |                         |                         |                                               |                                          |                         |                         |
| 178   | Dernière actualisation : — |                         |                         |                         |                         |                                               |                                          |                         |                         |
| 179   | 179 | 179                     | 179                     | 179                     | 179                     | 179                                           | 179                                      | 179                     | 179                     |
| 179   | Douera - Cité Abziou 2 ⥋ Ben Aknoun |                         |                         |                         |                         |                                               |                                          |                         |                         |
| 179   | Ouverture / Fermeture — / — | Longueur —              | Durée —                 | Nb. d’arrêts 18         | Matériel —              | Jours de fonctionnement D, L, Ma, Me, J, V, S | Jour / Soir / Nuit / Fêtes O / O / N / O | Voy. / an —             | Centre-bus —            |
| 179   | Desserte : - Villes et lieux desservis : Douera (Cité Abziou 2) • Baba Hassen • Draria • El Achour • Dely Ibrahim • Ben Aknoun. - Stations et gares desservies :                                   |                         |                         |                         |                         |                                               |                                          |                         |                         |
| 179   | Autre : - Amplitudes horaires : la ligne fonctionne du dimanche au vendredi de 6 h 20 à 20 h 30 et les samedis et fêtes à partir de 7 h 30 environ. - Date de dernière mise à jour : 30 mars 2022. |                         |                         |                         |                         |                                               |                                          |                         |                         |
| 179   | Dernière actualisation : — |                         |                         |                         |                         |                                               |                                          |                         |                         |

### Lignes 180 à 189
| Ligne | Caractéristiques | Caractéristiques                         | Caractéristiques                         | Caractéristiques                         | Caractéristiques                         | Caractéristiques                              | Caractéristiques                         | Caractéristiques                         | Caractéristiques                         |
| 181   | 181 | 181                                      | 181                                      | 181                                      | 181                                      | 181                                           | 181                                      | 181                                      | 181                                      |
| 181   | Place du 1er Mai ⥋ Bouzaréah - Chevalley | Place du 1er Mai ⥋ Bouzaréah - Chevalley | Place du 1er Mai ⥋ Bouzaréah - Chevalley | Place du 1er Mai ⥋ Bouzaréah - Chevalley | Place du 1er Mai ⥋ Bouzaréah - Chevalley | Place du 1er Mai ⥋ Bouzaréah - Chevalley      | Place du 1er Mai ⥋ Bouzaréah - Chevalley | Place du 1er Mai ⥋ Bouzaréah - Chevalley | Place du 1er Mai ⥋ Bouzaréah - Chevalley |
| ----- | --- | ---------------------------------------- | ---------------------------------------- | ---------------------------------------- | ---------------------------------------- | --------------------------------------------- | ---------------------------------------- | ---------------------------------------- | ---------------------------------------- |
| 181   | Ouverture / Fermeture — / — | Longueur —                               | Durée —                                  | Nb. d’arrêts —                           | Matériel —                               | Jours de fonctionnement —                     | Jour / Soir / Nuit / Fêtes — / — / — / — | Voy. / an —                              | Dépôt —                                  |
| 181   | Desserte : - Villes et lieux desservis : Sidi M'Hamed (Musée du Bardo, Palais du Peuple) • El Biar • Bouzaréah (Chevalley). - Stations et gares desservies :                                                                                                |                                          |                                          |                                          |                                          |                                               |                                          |                                          |                                          |
| 181   | Autre : - Amplitudes horaires : - Date de dernière mise à jour : |                                          |                                          |                                          |                                          |                                               |                                          |                                          |                                          |
| 181   | Dernière actualisation : — |                                          |                                          |                                          |                                          |                                               |                                          |                                          |                                          |
| 185   | 185 | 185                                      | 185                                      | 185                                      | 185                                      | 185                                           | 185                                      | 185                                      | 185                                      |
| 185   | Ben Aknoun ⥋ Kouba - Station Kouba |                                          |                                          |                                          |                                          |                                               |                                          |                                          |                                          |
| 185   | Ouverture / Fermeture — / — | Longueur —                               | Durée —                                  | Nb. d’arrêts —                           | Matériel —                               | Jours de fonctionnement —                     | Jour / Soir / Nuit / Fêtes — / — / — / — | Voy. / an —                              | Dépôt —                                  |
| 185   | Desserte : - Villes et lieux desservis : Ben Aknoun • El Biar • El Mouradia • Bir Mourad Raïs • Kouba (Station Kouba). - Stations et gares desservies : |                                          |                                          |                                          |                                          |                                               |                                          |                                          |                                          |
| 185   | Autre : - Amplitudes horaires : - Date de dernière mise à jour : 1er avril 2022 |                                          |                                          |                                          |                                          |                                               |                                          |                                          |                                          |
| 185   | Dernière actualisation : — |                                          |                                          |                                          |                                          |                                               |                                          |                                          |                                          |
| 186   | 186 | 186                                      | 186                                      | 186                                      | 186                                      | 186                                           | 186                                      | 186                                      | 186                                      |
| 186   | Kouba - El Annasser ⥋ El Madania - Diar Es-Saâda |                                          |                                          |                                          |                                          |                                               |                                          |                                          |                                          |
| 186   | Ouverture / Fermeture — / — | Longueur —                               | Durée —                                  | Nb. d’arrêts —                           | Matériel —                               | Jours de fonctionnement —                     | Jour / Soir / Nuit / Fêtes — / — / — / — | Voy. / an —                              | Dépôt —                                  |
| 186   | Desserte : - Villes et lieux desservis : Kouba (El Annasser) • El Madania (Diar Es-Saâda). - Stations et gares desservies : |                                          |                                          |                                          |                                          |                                               |                                          |                                          |                                          |
| 186   | Autre : - Amplitudes horaires : - Date de dernière mise à jour : |                                          |                                          |                                          |                                          |                                               |                                          |                                          |                                          |
| 186   | Dernière actualisation : — |                                          |                                          |                                          |                                          |                                               |                                          |                                          |                                          |
| 187   | 187 | 187                                      | 187                                      | 187                                      | 187                                      | 187                                           | 187                                      | 187                                      | 187                                      |
| 187   | Djasr Kasentina - Aïn Naâdja ⥋ Djasr Kasentina - Intersection Aïn Malha |                                          |                                          |                                          |                                          |                                               |                                          |                                          |                                          |
| 187   | Ouverture / Fermeture — / — | Longueur —                               | Durée —                                  | Nb. d’arrêts 12                          | Matériel —                               | Jours de fonctionnement D, L, Ma, Me, J, V, S | Jour / Soir / Nuit / Fêtes O / O / N / O | Voy. / an —                              | Centre-bus —                             |
| 187   | Desserte : - Villes et lieux desservis : Djasr Kasentina (Aïn Naâdja, Aïn Malha). - Stations et gares desservies : gare de Aïn Naâdja. |                                          |                                          |                                          |                                          |                                               |                                          |                                          |                                          |
| 187   | Autre : - Amplitudes horaires : la ligne fonctionne du dimanche au vendredi de 6 h 20 à 20 h 30 et les samedis et fêtes à partir de 7 h 30 environ. - Date de dernière mise à jour :                                                                        |                                          |                                          |                                          |                                          |                                               |                                          |                                          |                                          |
| 187   | Dernière actualisation : — |                                          |                                          |                                          |                                          |                                               |                                          |                                          |                                          |
| 188   | 188 | 188                                      | 188                                      | 188                                      | 188                                      | 188                                           | 188                                      | 188                                      | 188                                      |
| 188   | Djasr Kasentina - Aïn Naâdja ⥋ Djasr Kasentina - Cité 400 Logements |                                          |                                          |                                          |                                          |                                               |                                          |                                          |                                          |
| 188   | Ouverture / Fermeture — / — | Longueur —                               | Durée —                                  | Nb. d’arrêts 13                          | Matériel —                               | Jours de fonctionnement D, L, Ma, Me, J, V, S | Jour / Soir / Nuit / Fêtes O / O / N / O | Voy. / an —                              | Centre-bus —                             |
| 188   | Desserte : - Villes et lieux desservis : Djasr Kasentina (Aïn Naâdja, Cité 400 Logements) • Birkhadem. - Stations et gares desservies : |                                          |                                          |                                          |                                          |                                               |                                          |                                          |                                          |
| 188   | Autre : - Amplitudes horaires : la ligne fonctionne du dimanche au vendredi de 6 h 20 à 20 h 30 et les samedis et fêtes à partir de 7 h 30 environ. - Date de dernière mise à jour :                                                                        |                                          |                                          |                                          |                                          |                                               |                                          |                                          |                                          |
| 188   | Dernière actualisation : — |                                          |                                          |                                          |                                          |                                               |                                          |                                          |                                          |
| 189   | 189 | 189                                      | 189                                      | 189                                      | 189                                      | 189                                           | 189                                      | 189                                      | 189                                      |
| 189   | Place des Martyrs ⥋ Oued Koriche |                                          |                                          |                                          |                                          |                                               |                                          |                                          |                                          |
| 189   | Ouverture / Fermeture — / — | Longueur —                               | Durée —                                  | Nb. d’arrêts 13                          | Matériel —                               | Jours de fonctionnement D, L, Ma, Me, J, V, S | Jour / Soir / Nuit / Fêtes O / O / N / O | Voy. / an —                              | Centre-bus —                             |
| 189   | Desserte : - Villes et lieux desservis : Casbah (Place des Martyrs) • Bab El Oued • Oued Koriche. - Stations et gares desservies : Place des Martyrs ♦ Télécabine de Bab El Oued (Station Bab El oued) • Télécabine de Oued Koriche (station Oued Koriche). |                                          |                                          |                                          |                                          |                                               |                                          |                                          |                                          |
| 189   | Autre : - Amplitudes horaires : la ligne fonctionne du dimanche au vendredi de 6 h 20 à 20 h 30 et les samedis et fêtes à partir de 7 h 30 environ. - Date de dernière mise à jour :                                                                        |                                          |                                          |                                          |                                          |                                               |                                          |                                          |                                          |
| 189   | Dernière actualisation : — |                                          |                                          |                                          |                                          |                                               |                                          |                                          |                                          |

### Lignes 190 à 199
| Ligne | Caractéristiques | Caractéristiques                                  | Caractéristiques                                  | Caractéristiques                                  | Caractéristiques                                  | Caractéristiques                                  | Caractéristiques                                  | Caractéristiques                                  | Caractéristiques                                  |
| 193   | 193 | 193                                               | 193                                               | 193                                               | 193                                               | 193                                               | 193                                               | 193                                               | 193                                               |
| 193   | Aïssat Idir ⥋ Djasr Kasentina - Mosquée El Ikhlas | Aïssat Idir ⥋ Djasr Kasentina - Mosquée El Ikhlas | Aïssat Idir ⥋ Djasr Kasentina - Mosquée El Ikhlas | Aïssat Idir ⥋ Djasr Kasentina - Mosquée El Ikhlas | Aïssat Idir ⥋ Djasr Kasentina - Mosquée El Ikhlas | Aïssat Idir ⥋ Djasr Kasentina - Mosquée El Ikhlas | Aïssat Idir ⥋ Djasr Kasentina - Mosquée El Ikhlas | Aïssat Idir ⥋ Djasr Kasentina - Mosquée El Ikhlas | Aïssat Idir ⥋ Djasr Kasentina - Mosquée El Ikhlas |
| ----- | --- | ------------------------------------------------- | ------------------------------------------------- | ------------------------------------------------- | ------------------------------------------------- | ------------------------------------------------- | ------------------------------------------------- | ------------------------------------------------- | ------------------------------------------------- |
| 193   | Ouverture / Fermeture — / — | Longueur —                                        | Durée —                                           | Nb. d’arrêts 9                                    | Matériel —                                        | Jours de fonctionnement D, L, Ma, Me, J, V, S     | Jour / Soir / Nuit / Fêtes O / O / N / O          | Voy. / an —                                       | Centre-bus —                                      |
| 193   | Desserte : - Villes et lieux desservis : Sidi M'Hamed • Bir Mourad Raïs • Djasr Kasentina (Mosquée El Ikhlas). - Stations et gares desservies : Aïssat Idir ♦ Gare des Ateliers.     |                                                   |                                                   |                                                   |                                                   |                                                   |                                                   |                                                   |                                                   |
| 193   | Autre : - Amplitudes horaires : la ligne fonctionne du dimanche au vendredi de 6 h 20 à 20 h 30 et les samedis et fêtes à partir de 7 h 30 environ. - Date de dernière mise à jour : |                                                   |                                                   |                                                   |                                                   |                                                   |                                                   |                                                   |                                                   |
| 193   | Dernière actualisation : — |                                                   |                                                   |                                                   |                                                   |                                                   |                                                   |                                                   |                                                   |
| 194   | 194 | 194                                               | 194                                               | 194                                               | 194                                               | 194                                               | 194                                               | 194                                               | 194                                               |
| 194   | Ben Aknoun ⥋ Hydra - Voie express |                                                   |                                                   |                                                   |                                                   |                                                   |                                                   |                                                   |                                                   |
| 194   | Ouverture / Fermeture — / — | Longueur —                                        | Durée —                                           | Nb. d’arrêts —                                    | Matériel —                                        | Jours de fonctionnement —                         | Jour / Soir / Nuit / Fêtes — / — / — / —          | Voy. / an —                                       | Dépôt —                                           |
| 194   | Desserte : - Villes et lieux desservis : Ben Aknoun • Hydra. - Stations et gares desservies :                                                                                        |                                                   |                                                   |                                                   |                                                   |                                                   |                                                   |                                                   |                                                   |
| 194   | Autre : - Amplitudes horaires : - Date de dernière mise à jour : |                                                   |                                                   |                                                   |                                                   |                                                   |                                                   |                                                   |                                                   |
| 194   | Dernière actualisation : — |                                                   |                                                   |                                                   |                                                   |                                                   |                                                   |                                                   |                                                   |

## Provenance des données
Les données sur les numéros de lignes et les trajets de celles-ci proviennent des plans de lignes de l'ETUSA et de l'AOTU-A,.